# Bubáková
Bubáková (Vohrada, Bubálková) je zaniklá usedlost v Praze 10-Vinohradech v místech křižovatky ulic Ruská a Estonská na rozhraní Vinohrad a Vršovic.

## Historie
Původní název staré vinice byl Vohrada. Vinohrad býval pravděpodobně obehnán zdí nebo plotem. První písemná zmínka o usedlosti pochází z roku 1687, kdy byla v majetku pražského měšťana Jakuba Kryštofa Čisteckého. Na zadlužené a nevýnosné vinici se střídali majitelé, až ji roku 1747 koupili manželé Josefa a František Bubákovi, kteří ji měli v držení 50 let. Po nich ji měla v majetku rodina Horkých a od roku 1844 rodina Hrstkových.
V polovině 18. století tvořila vinice polovinu celkové plochy pozemku, v 19. století zde již vinohrad neexistoval. Usedlost se skládala ze dvou poplužních dvorů čp. 53 a 54. Při obytném dvoupatrovém domě čp. 53 bývala zahrada pro pěstování stromků na prodej, čp. 54 nesl masný krám.
Roku 1848 koupili usedlost manželé Jägrovi. K ní pak přikoupili pozemky u silnice i s kapličkou (v trhové smlouvě je uvedena podmínka, že „budou udržovat věčně kapličku i s křížem“.) Při přestavbě usedlosti na neorenesanční vilu a zbourání ohradní zdi byl křížek z kapličky přenesen na dům čp. 309.
Vila byla zbořena roku 1899 a pozemky rozparcelovány na výstavbu činžovních domů.